# Уида
 Тази статия е за града в Бенин.  За историческата държава вижте Уида (държава).  За английската писателка вижте Уида (писателка).
Уида̀ (на френски: Ouidah, [wi.da]) е град в южен Бенин, административен център на департамента Атлантик. Населението му е около 162 034 души (2013).
Разположен е на 12 метра надморска височина в крайбрежната низина на Гвинейския залив, на 6 километра северно от брега на Бенинския залив и на 40 километра западно от Котону. Селището възниква в края на XVI век и дълго време е важен център на търговията с роби, първо като център на царството Уида, а след това като част от Дахомей. Запада след забраната на търговията с роби в началото на XIX век.

## Известни личности
Родени в Уида
- Анжелик Киджо (р. 1960), певица